# クーロン障壁
クーロン障壁（英:Coulomb barrier）は、2つの原子核が原子核反応を起こすのに必要な距離に十分近づくために超える必要がある、静電相互作用によるエネルギー障壁のこと。この名称はクーロンの法則にちなむ。

## エネルギー障壁
このエネルギー障壁は、静電ポテンシャルエネルギーにより与えられる。
{\displaystyle U_{coul}=k{{q_{1}\,q_{2}} \over r}={1 \over {4\pi \epsilon _{0}}}{{q_{1}\,q_{2}} \over r}}
ここで
k はクーロン定数 = 8.9876×109 N m² C−2;
ε0 は自由空間の誘電率
q1, q2 は相互作用する粒子の電荷
r は相互作用半径
Uの正の値は反発力によるものであるため、相互作用する粒子は近づくにつれてエネルギー準位が高くなる。負のポテンシャルエネルギーは束縛状態（引力による）を示す。
クーロン障壁は、衝突する原子核の原子番号（すなわち陽子の数）とともに大きくなる。
{\displaystyle U_{coul}={{k\,Z_{1}\,Z_{2}\,e^{2}} \over r}}
ここでeは電気素量 1.602 176 53×10−19 Cで、Zi はそれに対応する原子番号
この障壁を超えるためには原子核は高速で衝突する必要があるため、その運動エネルギーは強い相互作用が発生し、それらを結合するのに十分なほど近づけることができる。
気体分子運動論によると、気体の温度はその気体中の粒子の平均運動エネルギーの単なる尺度である。古典力学の理想気体の場合、気体粒子の速度分布はマクスウェル＝ボルツマン分布により与えられる。この分布からクーロン障壁を超えるのに十分な速度の粒子の割合を決定できる。
実際には、ガモフにより確立されたように、クーロン障壁を超えるのに必要な温度は、量子力学的トンネリングのため予想よりも低くなる。トンネリングと速度分布による障壁透過を考慮すると、ガモフの窓として知られる融合が起こる条件の限定範囲が生じる。
クーロン障壁が存在しなかったことで、1932年にジェームズ・チャドウィックが中性子を発見することができた。